# 집속탄

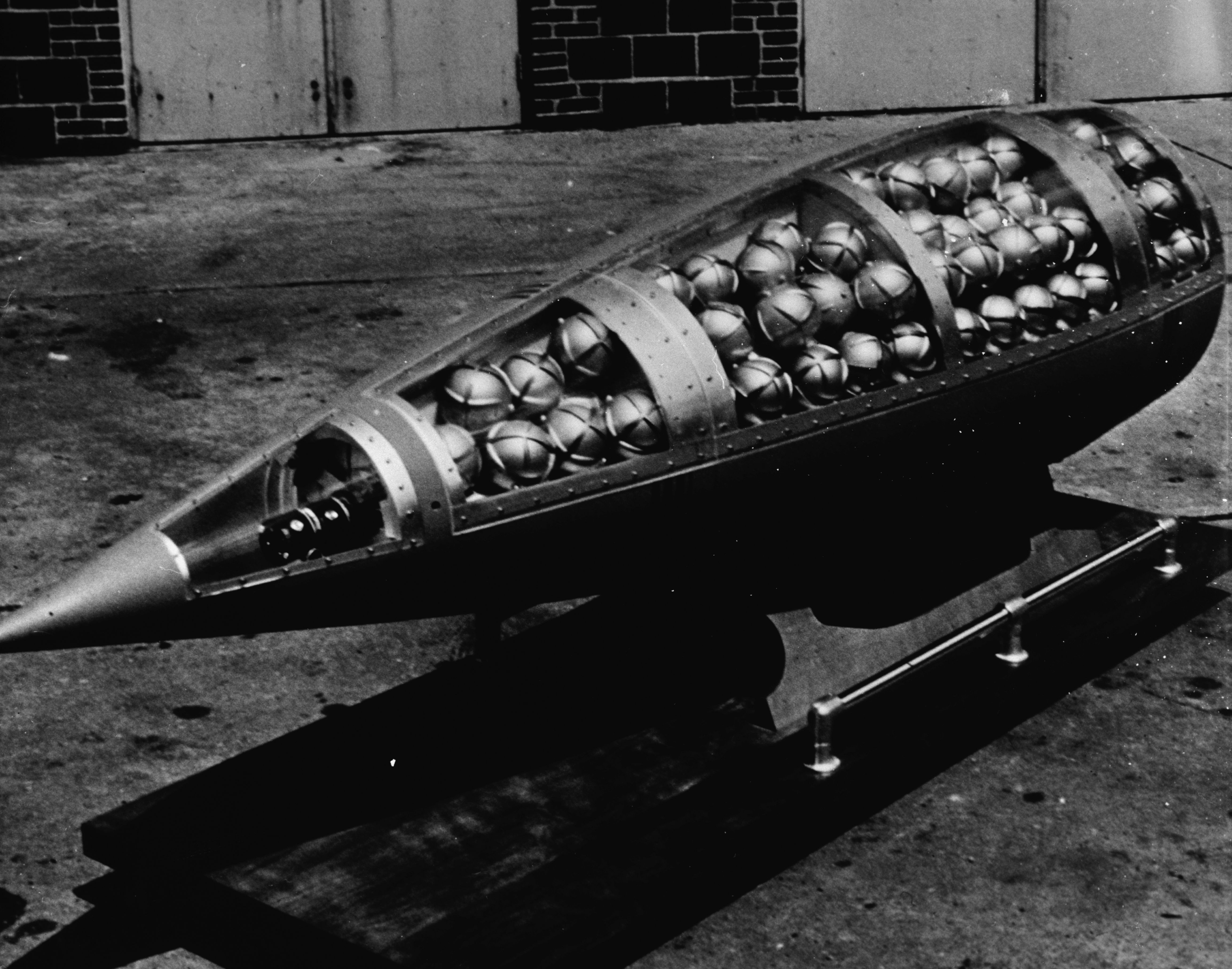
MGR-1 어네스트존 탄두에 M139 사린 화학탄두 자탄이 탑재됨

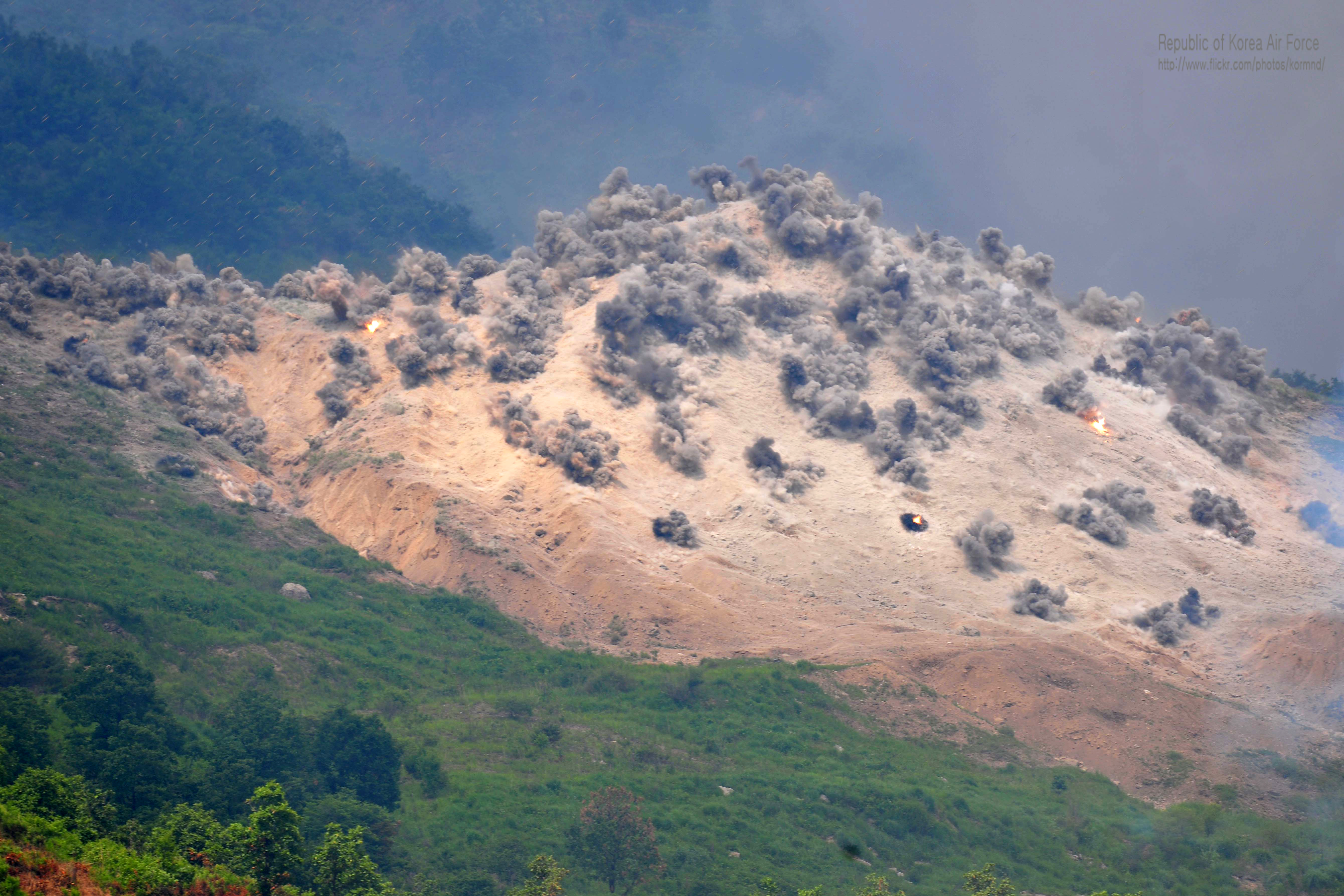
2012년 6월 포천승진 사격장 통합화력시범 훈련에서 사용한 집속탄

집속탄(集束彈, 문화어: 송이폭탄, 영어: cluster munition, cluster bomb)은 한 개의 폭탄 속에 또다른 폭탄이 들어가 있는 폭탄을 말하며, 넓은 지형에서 다수의 인명 살상을 목적으로 하는 대표적 비인도적 무기다.
이러한 성질 때문에 모자(母子)폭탄이라고도 한다. 항공기 등에서 투하된 대형 모자폭탄이 목표지점에 다가가면, 모폭탄이 시한장치에 의해 목표지점 위의 공중에서 터지고, 그 안에서 수백 개의 소형 자폭탄들이 쏟아져나와 폭발, 반경 25m 안에 있는 사람들에 치명상을 입힌다. 소형 폭탄의 40%는 불발탄으로 남았다가 대인지뢰처럼 터져 민간인에 큰 피해를 준다.
이와 같은 원리의 폭탄으로는 볼(ball) 폭탄과 파인애플 폭탄이 있다.

## 국제 협약
집속탄은 민간인의 무차별 대량살상의 위험이 크다. 이러한 이유로 인해 집속탄을 금지하기 위한 오슬로회의가 열렸고, 2008년 5월 19일~28일까지 100여개국이 모여 아일랜드 더블린에서 개최된 국제회의에서, 집속탄의 사용과 생산을 전면 금지 하기로 합의하였다. 그러나 이 협의에 미국, 중국, 러시아, 대한민국 등 주요 집속탄 생산, 보유국은 참가하지 않았다. 특히 대한민국은 조선민주주의인민공화국의 자주포나 장사정포 전력을 한 번에 없애기 위해 넓은 면적을 효과적으로 제압할 수 있는 집속탄을 대량 생산하고 보유하고 있다.

집속탄에 관한 협약(CCM)을 이끌어낸 웰링턴 선언에 서명한 국가

## 사용 국가

### 국가
유엔 창설 이후에서 최소 25개국이 집속탄을 사용했다. 굵게 표시된 국가는 집속탄에 관한 협약에 서명하고 비준했으며 원칙적으로 집속탄 금지에 동의했다. 기울임꼴로 표시된 국가는 집속탄에 관한 협약에 서명했지만 아직 비준하지 안했다.
- 아르메니아[2][3]
- 아제르바이잔[4]
- 바레인[5][6]
- 콜롬비아[7][8]
- 이집트[9][6]
- 에티오피아[10]
- 에리트레아[11]
- 프랑스[12]
- 조지아[13]
- 이라크[14]
- 이스라엘[15]
- 리비아[16]
- 모로코[17]
- 네덜란드[18]
- 나이지리아[19][20] (책임 거부)
- 러시아[21]
- 사우디아라비아[22]
- 남아프리카 공화국[23]
- 스리랑카[24] (책임 거부)
- 수단[25]
- 시리아[26]
- 태국[27]
- 미국[28]
- 우크라이나[29][30] (책임 거부)[30][31]

또한 더 이상 존재하지 않는 적어도 두 국가(소련과 유고슬라비아)는 집속탄을 사용했다. 어떤 경우에는 지역 정부가 집속탄 사용에 대한 책임이나 사용조차 거부했다.

### 비국가 무장단체
매우 소수의 폭력적인 비국가 활동가가 복잡성으로 인해 집속탄과 그 전달 시스템을 사용했다. 2019년 8월 현재 최소 6개국에서 비국가 활동가가 집속탄을 분쟁에 사용했다.
- 크로아티아 민병대[33]
- 헤즈볼라[33]
- 이라크 레반트 이슬람 국가[33]
- 북부동맹 (아프가니스탄)[33]
- / 세르비아 민병대[33]
- 돈바스 전쟁의 분리주의 세력[33]

## 생산 국가
유엔 창설 이후 최소 31개국이 집속탄을 생산했고, 대부분 여전히 재고를 보유한다. 많은 나라가 최근 전쟁이나 오랫동안 해결되지 않은 국제 분쟁에 연루되어 있으나, 생산한 나라들은 집속탄을 사용하지 않았다. 굵게 표시된 국가는 집속탄에 관한 협약에 서명하고 비준했으며 원칙적으로 집속탄 금지에 동의했다. 2018년 9월부터 별표(*)로 표시된 국가는 집속탄 생산을 공식적으로 중단했다.
- 벨기에*[36]
- 보스니아 헤르체고비나*[37]
- 브라질[38]
- 칠레*[39]
- 중국[40]
- 크로아티아*[41]
- 이집트[9]
- 프랑스*[12]
- 독일*[42]
- 그리스[43]
- 인도[44]
- 이란[45]
- 이라크*[14]
- 이스라엘[15]
- 일본*[46]
- 네덜란드*[18]
- 북한[47]
- 대한민국[48]
- 파키스탄[49]
- 폴란드[50]
- 루마니아[51]
- 러시아[21]
- 싱가포르[52]
- 슬로바키아*[53]
- 남아프리카 공화국*[54]
- 스페인*[55]
- 스웨덴*[56]
- 중화민국[57]
- 튀르키예*[58]
- 영국*[59]
- 미국[28]

## 같이 보기
- 폭탄 처리